# Tmesisternus pulvereoides
Tmesisternus pulvereoides là một loài bọ cánh cứng trong họ Cerambycidae.